# Margatteoidea erythronotata
Margatteoidea erythronotata är en kackerlacksart som först beskrevs av Robert Walter Campbell Shelford 1908.  Margatteoidea erythronotata ingår i släktet Margatteoidea och familjen småkackerlackor.
Artens utbredningsområde är Kamerun. Inga underarter finns listade i Catalogue of Life.